# Hapalopilus rutilans
Polypore rutilant
Espèce
Hapalopilus rutilans, le Polypore rutilant, est une espèce de champignons (Fungi) de la famille des Phanerochaetaceae, proche des Polyporacées. Ce champignon lignicole se développe de préférence sur le bois mort de chêne et de noisetier et ses sporophores ocre à brun cannelle se situent à hauteur élevée sur les arbres encore en place. Ce champignon est toxique (acide polyporique). 

## Description

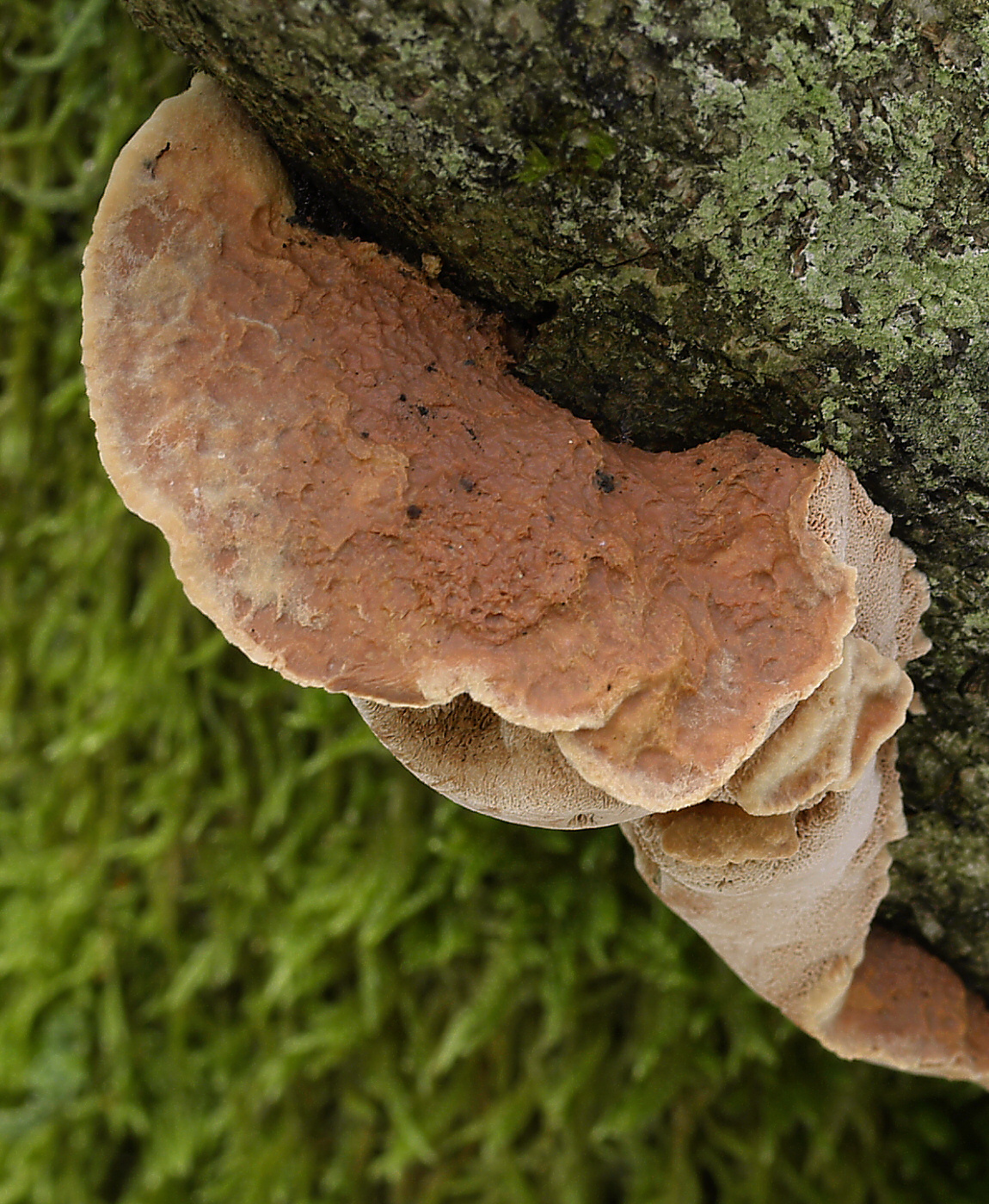
Face supérieure du champignon

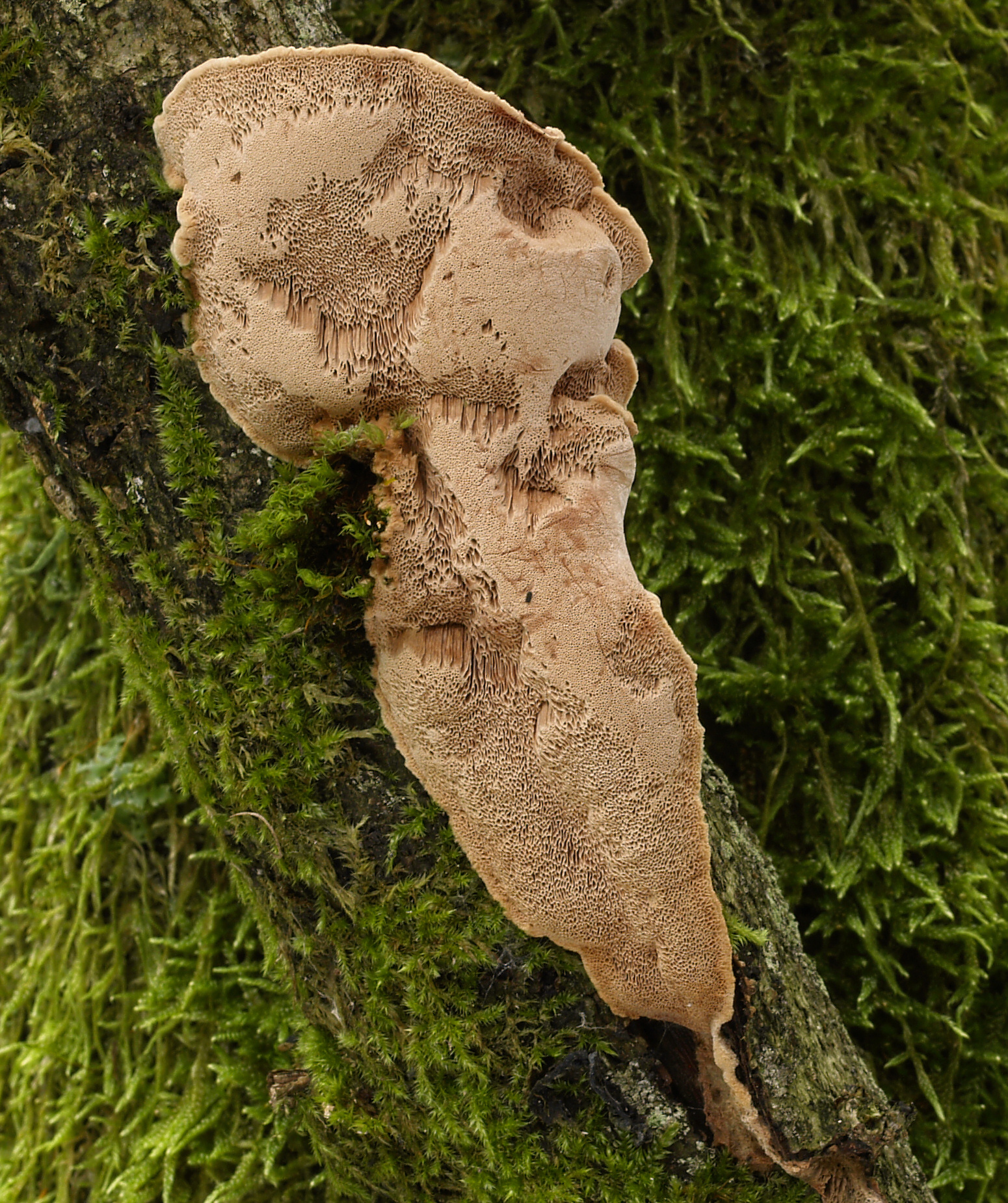
Face inférieure du champignon avec les pores

Le Polypore rutilant produit un sporophore poussant contre le tronc d'un arbre en éventail ou en console de 2 à 10 cm de long pour 2 à 8 cm de large et assez épais. De consistance molle et spongieuse, sa face supérieure est mate et feutrée  et sa face inférieure est tapissée de pores fins. L’ensemble est coloré de brun cannelle tirant sur le rosâtre ou le beige terne. Sa chair d'une consistance également molle et spongieuse est rose rougeâtre zonée de blanchâtre. Son goût est assez agréable et son odeur faible. En présence de potasse, toutes les parties du corps se colorent typiquement en violet, même sèches. 1,5 g de champignon entier donne 0,269 g d'acide polyporique violet,.
Hapalopilus rutilans forme des spores elliptiques à cylindriques, lisses et incolores mesurant de 3,5 à 5 μm de long pour 2 à 2,5 μm de large.

## Toxicité
Hapalopilus rutilans est un champignon toxique. L'acide polyporique contenu dans les fructifications entraîne, après une période de latence de douze heures, des troubles nerveux centraux, des troubles visuels et des vomissements. Un symptôme typique après consommation du champignon est l'excrétion d'urine de couleur violette. En 2003, un seul empoisonnement collectif de trois personnes est connu et documenté,.

## Taxonomie
Cette espèce est décrite en 1798 par le mycologue Parisien d'origine Sud-africaine Christiaan Hendrik Persoon sous le nom Boletus rutilans puis est déplacée en 1904 par l'Américain William Alphonso Murrill dans le genre Hapalopilus. En français, son nom vulgarisé et normalisé est « Polypore rutilant ».
Hapalopilus rutilans a pour synonymes :
- Agaricus nidulans (Fr.) E.H.L.Krause
- Boletus nidulans (Fr.) Spreng.
- Boletus resupinatus Bolton
- Boletus rutilans Pers. (basionyme)
- Boletus spongiosus Pers.
- Fomes resupinatus Massee
- Fomes spongiosus (Pers.) Sacc.
- Hapalopilus nidulans (Fr.) P.Karst.
- Hapalopilus rutilans (Per.) P.Karst.
- Hemidiscia rutilans (Pers.) Lázaro Ibiza
- Inodermus rutilans (Pers.) Quél.
- Inonotus nidulans (Fr.) P.Karst.
- Inonotus rutilans (Pers.) P.Karst.
- Leptoporus rutilans (Pers.) Quél.
- Phaeolus nidulans (Fr.) Pat.
- Phaeolus rutilans (Pers.) Bourdot & Galzin, 1925
- Phaeolus rutilans (Pers.) Pat.
- Phaeolus rutilans f. abietis-sibiricae Bourdot
- Phaeolus rutilans f. porioides Bourdot
- Phaeolus rutilans f. resupinatus Pilát